# Agnes Osazuwa
Agnes Osazuwa (Benin City, 26 giugno 1989) è una velocista nigeriana.

## Palmarès
| Anno | Manifestazione          | Sede           | Evento      | Risultato  | Prestazione | Note |
| ---- | ----------------------- | -------------- | ----------- | ---------- | ----------- | ---- |
| 2008 | Mondiali juniores       | Bydgoszcz      | 100 m piani | Semifinale | 11"68       |      |
| 2008 | Mondiali juniores       | Bydgoszcz      | 4×100 m     | Batteria   | 45"30       |      |
| 2008 | Giochi olimpici         | Pechino        | 4×100 m     | Argento    | 43"04       |      |
| 2010 | Campionati africani     | Nairobi        | 100 m piani | 4ª         | 11"33       |      |
| 2010 | Campionati africani     | Nairobi        | 4×100 m     | Oro        | 43"45       |      |
| 2010 | Giochi del Commonwealth | Delhi          | 100 m piani | Semifinale | 11"52       |      |
| 2010 | Giochi del Commonwealth | Delhi          | 4×100 m     | 4ª         | 48"87       |      |
| 2011 | Mondiali                | Taegu          | 4×100 m     | 5ª         | 42"93       |      |
| 2011 | Giochi panafricani      | Maputo         | 4×100 m     | Oro        | 43"34       |      |
| 2016 | Campionati africani     | Durban         | 100 m piani | Semifinale | 11"59       |      |
| 2016 | Giochi olimpici         | Rio de Janeiro | 4×100 m     | 8ª         | 43"21       |      |